# Hanyeodeul
Hanyeodeul (하녀들?, lett. "Cameriere"; titolo internazionale More Than a Maid, conosciuto anche come Maids) è una serie televisiva sudcoreana trasmessa su JTBC dal 12 dicembre 2014 al 28 marzo 2015.

## Trama
Gook In-yeob è l'unica figlia di un nobile di Joseon, fidanzata sin dall'infanzia con il promettente scolaro dell'Accademia nazionale Kim Eun-gi, figlio del Ministro dell'Esazione Fiscale. Un giorno, tuttavia, il padre di In-yeob viene accusato ingiustamente di tradimento e giustiziato, causando la rovina della famiglia e il degradamento della ragazza a schiava. Nonostante le difficoltà iniziali ad adattarsi alla sua nuova vita nelle cucine della casa di Heo Yoon-ok, sua ex-amica e rivale, In-yeob riesce a sopravvivere grazie alle sue doti e all'ingegno, e stringe amicizia con il resto della servitù, in particolare con lo stoico Moo-myung. Sebbene Eun-gi le resti devoto, il mutato status sociale della ragazza proibisce che stiano insieme, oltre ad essere un ostacolo al suo futuro di letterato, perciò il ragazzo viene fatto sposare con Yoon-ok. Intanto In-yeob, con l'aiuto di Moo-myung, cerca di scagionare suo padre.

## Personaggi
- Gook In-yeob, interpretata da Jeong Yu-mi
- Moo-myung, interpretato da Oh Ji-ho
Capo della servitù della famiglia Heo.
- Kim Eun-gi, interpretato da Kim Dong-wook
- Heo Yoon-ok, interpretata da Lee Si-a
- Dan-ji, interpretata da Jeon So-min
Servitrice della famiglia Heo.
- Heo Yoon-seo, interpretato da Lee Yi-kyung
Fratello di Yoon-ok, è innamorato di Dan-ji, con la quale ha una relazione segreta.
- Gook Yoo, interpretato da Jeon No-min
Padre di In-yeob.
- Kim Chi-kwon, interpretato da Kim Kap-soo
Padre di Eun-gi, Ministro dell'Esazione Fiscale.
- Signora Han, interpretata da Jin Hee-kyung
Madre di Eun-gi.
- Heo Eung-cham, interpretato da Park Chul-min
Padre di Yoon-ok e Yoon-seo, Ministro degli Affari Militari.
- Signora Yoon, interpretata da Jeon Mi-seon
Madre di Yoon-ok e Yoon-seo.
- Madre di Dan-ji, interpretata da Lee Yeon-kyung
Servitrice della famiglia Heo.
- Hae-sang, interpretata da Chae Gook-hee
Capocameriera della famiglia Heo, madre adottiva di Moo-myung.
- Ddeok-soe, interpretato da Kim Jong-hoon
Servitore della famiglia Heo, innamorato di Dan-ji.
- Gae-ttong, interpretata da Jeon Soo-jin
Servitrice della famiglia Heo, amica di Dan-ji, innamorato di Ddeok-soe.
- Ok, interpretata da Kim Hye-na
Servitrice della famiglia Heo, aspetta un bambino dal padrone e per questo viene uccisa.
- Sa-wol, interpretata da Lee Cho-hee
Cameriera personale di In-yeob, la segue presso la famiglia Heo.
- Pung, interpretato da Im Hyun-sung
Servitore della famiglia Gook e in seguito della famiglia Heo.
- Duk-goo, interpretato da Ji Seung-hyun
Servitore personale di Gook Yoo.
- Signora Kang, interpretata da Lee El
Moglie di Yoon-seo.
- Yong-joon, interpretato da Hoon Ki
Servitore della famiglia Heo.
- Yi Bang-won, interpretato da Ahn Nae-sang
Sovrano di Joseon.
- Yi Seong-gye, interpretato da Lee Do-kyung
Padre di Yi Bang-won, re emerito.
- Ga-hee, interpretata da Lee Chae-young
Kisaeng.
- Chi-bok, interpretato da Uhm Tae-goo
Membro dell'organizzazione segreta Manwol.
- Ba-woo, interpretato da Yang Seung-pil
Servitore personale di Eun-gi.

## Produzione
Il primo episodio andò originariamente in onda il 12 dicembre 2014, ma il giorno successivo un incendio distrusse il set nella contea di Yeoncheon causando la morte di un membro dello staff, la coordinatrice alla sceneggiatura Yeom Hye-sun. La serie andò pertanto in pausa per sei settimane, durante le quali fu costruito un nuovo set a Yeongjongdo. Le riprese ricominciarono il 12 gennaio 2015 e una versione rimontata del primo episodio fu trasmessa il 23 gennaio.

## Ascolti
| Episodio | Data di trasmissione | Dati AGB            | Dati AGB                   | Dati TNMS |
| Episodio | Data di trasmissione | A livello nazionale | Area metropolitana di Seul | Dati TNMS |
| -------- | -------------------- | ------------------- | -------------------------- | --------- |
| 1        | 12 dicembre 2014     | 2,1%                | NR                         | NR        |
| 1        | 23 gennaio 2015      | NR                  | NR                         | NR        |
| 2        | 24 gennaio 2015      | 1,7%                | NR                         | 1,2%      |
| 3        | 30 gennaio 2015      | 1,6%                | NR                         | 1,9%      |
| 4        | 31 gennaio 2015      | 1,9%                | NR                         | 2,0%      |
| 5        | 6 febbraio 2015      | 2,2%                | 2,180%                     | 2,3%      |
| 6        | 7 febbraio 2015      | 3,025%              | 3,086%                     | 2,1%      |
| 7        | 13 febbraio 2015     | 3,048%              | 2,930%                     | 2,6%      |
| 8        | 14 febbraio 2015     | 2,6%                | NR                         | 2,8%      |
| 9        | 20 febbraio 2015     | 3,083%              | 2,745%                     | 2,2%      |
| 10       | 21 febbraio 2015     | 3,484%              | 3,142%                     | 2,6%      |
| 11       | 27 febbraio 2015     | 3,371%              | 3,241%                     | 3,2%      |
| 12       | 28 febbraio 2015     | 3,215%              | 3,015%                     | 2,6%      |
| 13       | 6 marzo 2015         | 3,493%              | 3,281%                     | 3,0%      |
| 14       | 7 marzo 2015         | 3,271%              | 2,870%                     | 2,8%      |
| 15       | 13 marzo 2015        | 3,421%              | 3,497%                     | 2,8%      |
| 16       | 14 marzo 2015        | 4,675%              | 5,199%                     | 3,5%      |
| 17       | 20 marzo 2015        | 4,081%              | 3,779%                     | 3,0%      |
| 18       | 21 marzo 2015        | 4,001%              | 3,841%                     | 3,2%      |
| 19       | 27 marzo 2015        | 3,816%              | 3,984%                     | 3,6%      |
| 20       | 28 marzo 2015        | 4,725%              | 4,849%                     | 4,7%      |
| Media    | Media                | 3,140%              | 3,443%                     | 2,7%      |

## Colonna sonora
1. A Deeper
2. The Housemaid
3. Dim Memory
4. The Lost Time
5. Suspicion and Fear
6. You Must Survive (Full String Ver.)
7. Head of Enemy
8. Fade Away
9. At My Side
10. The Wall
11. The King
12. Muse Over Past Memories
13. Bloom
14. Love and Hate
15. The Whole Scheme
16. You Are Not Alone
17. The Way of Fate
18. The House Maid Title

## Riconoscimenti
| Anno | Premio             | Categoria                          | Ricevente     | Risultato   |
| ---- | ------------------ | ---------------------------------- | ------------- | ----------- |
| 2015 | Korea Drama Awards | Miglior direttore della produzione | Jo Hyun-tak   | Candidato/a |
| 2015 | Korea Drama Awards | Miglior sceneggiatura              | Jo Hyun-kyung | Candidato/a |